# پیتر گودچایلد
پیتر گودچایلد (انگلیسی: Peter Goodchild؛ ‏ ۱۸ اوت ۱۹۳۹) تهیه‌کننده تلویزیونی اهل بریتانیا است.
از فیلم‌ها یا مجموعه‌های تلویزیونی که وی در آن‌ها نقش داشته‌است، می‌توان به افق و اوپنهایمر اشاره نمود.